# 看板 (软件开发)

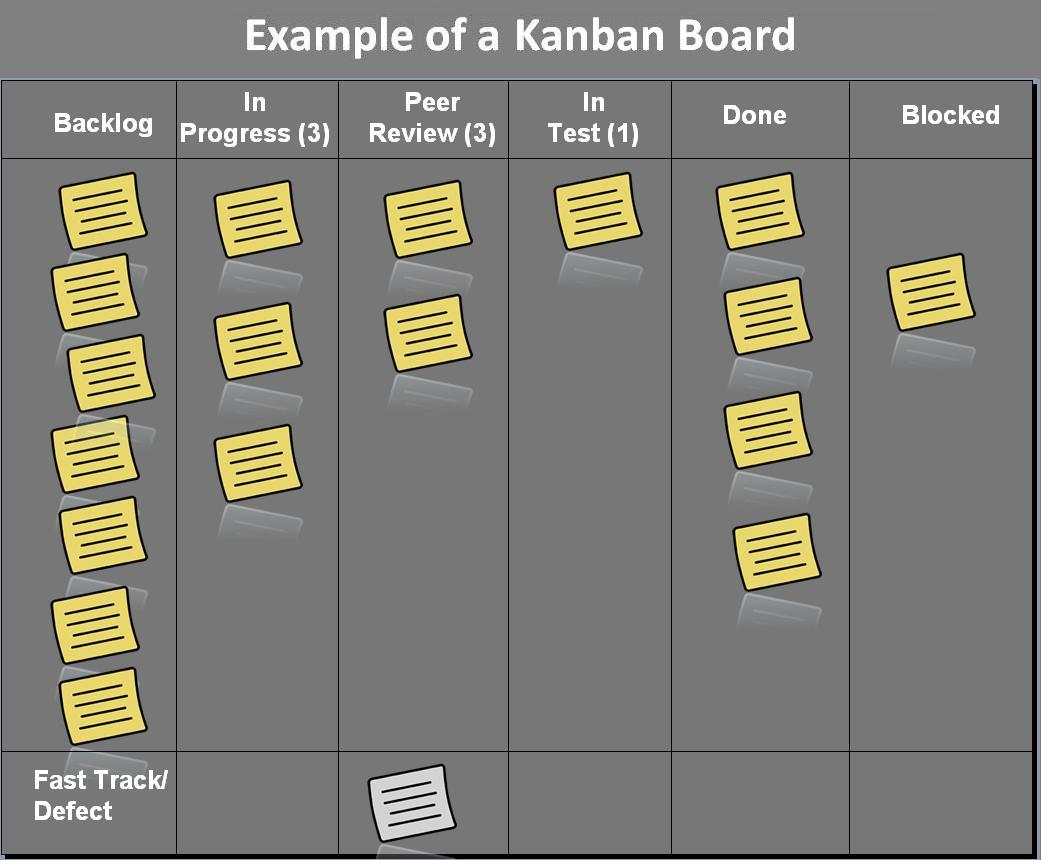
Kanban board

看板是一种精益制造工艺，为了管理生产过程和提高工作效率，由1940年代的丰田汽车公司发明。名称源自日文“看板”。在软件开发过程，可以使用“看板卡”（经常用即时贴）来执行看板。这些卡片不是作为提高生产量的信号，而是用于记载生产数量和标记生产过程。在虚拟看板系统中，会使用虚拟看板卡。在软件开发中，可以采用虚拟看板系统来限制在制品。

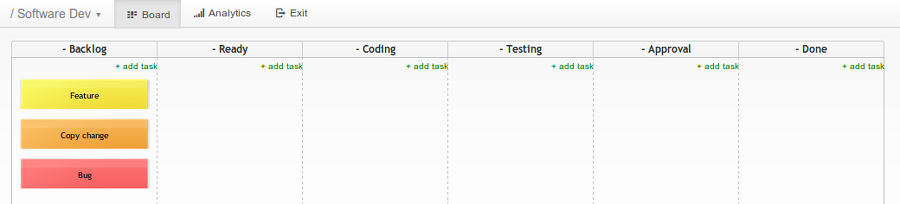
Kanban Board for software development teams (kanbantool.com)

## 看板方法原则
看板方法根植于四个基本原则:
- 从你现在执行的任务开始

看板方法从你目前执行的任务和过程开始,针对你的系统作出持续性、增量、
渐进式的改变。
- 同意追求渐进式进化

组织(或团队)必须同意持续、渐进式进化是一种改进系统并让系统顺畅的方法。执行彻
底的改变可能更具效率,但因组织的阻力和恐惧,而存在着更高的失败率。看板方法针对
你目前的系统,促进微小的增量与渐进式变化。
- 遵守当前流程、任务、职责、职位

同意尊重当前任务、职责、职位,则能消除前期恐惧,进而促进未来的变化,并使看板
计划获得更广泛的支持。
- 各级领导

在组织中,从个人贡献者到高级管理层的各级领导的行为应当受到激励。

## 看板方法的五个核心实践
安德森在观察各个成功的看板方法实践后,认定五个核心特征,之后,致力于落实这
些特征,并从原本的五个特征增至六个特征。
- 可视化

使作业流程可视化,是理解作业流程的核心。若对作业流程毫无了解,作出正确的变化显
然更难。
为可视化作业流程而常用的方法是使用柱块。柱块代表作业流程的不同阶段或步骤。
- 限制在制品

限制在制品意味着在部分或全部作业流程实施拉动式系统。该拉动式系统将对你的系统
作出持续、增量、渐进式的变化。
- 管理流程

应当监管、实测及记载作业流程的每个阶段。通过积极管理作业流程,系统的持续、增
量、渐进式变化可以被评估,以获悉能为该系统带来正面还是负面的影响。
- 使过程策略明确化

制定作业的规则和指南。了解自己的需求,确保始终遵守规则。当了解到何时或为何需求单
(ticket)从一个柱块移至另一个柱块时,策略将可被指定。如果实际过程改变,则更改规
则。
- 采用模型来识别改进系统的机会

当团员对作业理论、作业流程、过程和风险达成共同理解,他们多数能对一个问题有共同
的理解力,各方将同时认同改进措施的建议。

## 实施看板方法
一些实践者已采用粘性夹、便笺或实体插槽来执行实体看板。更多的时候，信号的生成形成一个特殊的作业跟踪软件。诸如: JIRA Agile、Kanbanery、Kanban Tool。

## 延伸阅读
- Kanban: Successful Evolutionary Change for Your Technology Business, David J. Anderson. (United States, Blue Hole Press, 2010. ISBN 978-0984521401
- Scrumban: Essays on Kanban Systems for Lean Software Development, Corey Ladas. (United States, Modus Cooperandi Press, 2009. ISBN 9780578002149
- Agile Project Management with Kanban (Developer Best Practices), Eric Brechner. (United States: Microsoft Press, 2015). ISBN 978-0735698956.
- Kanban in Action, Marcus Hammarberg and Joakim Sunden. (Shelter Island, NY: Manning Publications, 2014). ISBN 978-1-617291-05-0.
- Lean from the Trenches: Managing Large-Scale Projects with Kanban, Henrik Kniberg. (Dallas, TX: The Pragmatic Programmers, 2012). ISBN 978-1-93435-685-2.
- Stop Starting, Start Finishing! Arne Roock and Claudia Leschik. (USA: Lean-Kanban University, 2012). ISBN 978-0985305161.
- Real-World Kanban: Do Less, Accomplish More with Lean Thinking, Mattias Skarin. (United States: Pragmatic Bookshelf, 2015). ISBN 978-1680500776.

## 参照
1. ↑  Anderson, David. . Prentice Hall. September 2003. ISBN 0-13-142460-2.
2. ↑  
Anderson, David. . Blue Hole Press. April 2010. ISBN 0-9845214-0-2.
3. ↑  . 2013  [November 10, 2014]. （原始内容存档于2017-12-24）.
4. ↑  Zemla, Zbigniew. . 2011, 2012  [November 10, 2014]. （原始内容存档于2020-11-12）.
5. ↑  . 2013  [November 10, 2014].
6. ↑  .   [November 10, 2014]. （原始内容存档于2021-04-22）.